# Almberg
Almberg je 1142 m n. m. vysoká hora v Bavorském lese, cca 20 kilometrů severovýchodně od Freyungu nedaleko hranic mezi Německem a Českem.
Svahy Almbergu jsou využívány především jako lyžařské středisko. Na jeho východní straně je Mitterfirmiansreut, středisko zaměřené na zimní sporty s pěti lyžařskými vleky, jednou sedačkovou lanovkou a rozsáhlou sítí běžeckých tratí. Pro napájení zasněžovacího systému místního střediska zimních sportů bylo v roce 2010 vybudováno jezero Almbergsee se zásobním objemem cca 28 000 m³.
Vrcholová plošina nabízí panoramatický výhled na Národní park Bavorský les, na Roklan a na Luzný. Za jasných podzimních dnů s vlivem fénu jsou vidět i Severní vápencové Alpy od Totes Gebirge po Zugspitze.